# 精巣上体嚢胞
精巣上体嚢胞（せいそうじょうたいのうほう、英: Epididymal cyst）は、精巣上体に発生した 液体（精液等）で満たされた無害な嚢胞である。最も頻度の高い臨床所見は、陰嚢超音波検査で確認されるものである。精巣上体嚢腫の正確な原因は不明であるが、胎生期のホルモンバランスの乱れに伴う先天異常である可能性が高い。

## 徴候と症状
精巣上体嚢腫は、陰嚢内に生じる良性の嚢胞性体液貯留で、通常、精巣上部の無痛性の腫脹として現れ、健康診断で偶然に発見されることがある。最も典型的な臨床所見は、陰嚢腫瘤と疼痛である。

## 原因
精巣上体嚢腫の正確な原因は不明であるが、胎生期のホルモンバランスの乱れに伴う先天性異常である可能性が高い。これまでの研究で、精巣上体嚢腫の発生と、男性胎児の発育期にジエチルスチルベストロールのような内分泌撹乱物質に曝露された母体との間に相関関係があることが示されている。小児における精巣上体嚢腫の原因は、精管/精巣上体閉塞と環境内分泌撹乱物質であると断定されている。また、精巣形成不全症候群に精巣上体嚢胞が含まれる可能性も指摘されている。

## 診断
健康診断で発見された精巣上体嚢腫の20 - 30%は超音波検査で確認される。

## 治療
精巣上体嚢腫は通常、時間の経過とともに自然治癒し、手術で摘出する必要はない。しかし、激烈な陰嚢痛を経験したり、嚢胞が縮退しないと思われる患者には、精巣上体嚢胞の外科的摘除が適応となる。

## 関連資料
- Posey, Zachary Q.; Ahn, Hyeong Jun; Junewick, Joseph; Chen, John J.; Steinhardt, George F. (2010). “Rate and Associations of Epididymal Cysts on Pediatric Scrotal Ultrasound”. Journal of Urology (Ovid Technologies (Wolters Kluwer Health)) 184 (4S):  1739–1742. doi:10.1016/j.juro.2010.03.118. ISSN 0022-5347. PMID 20728143.